# Free Rainer – Dein Fernseher lügt
Free Rainer – Dein Fernseher lügt ist ein deutscher Film des österreichischen Regisseurs Hans Weingartner aus dem Jahr 2007. Die Mediensatire schildert die Bekehrung des Fernsehproduzenten Rainer von einem quotenorientierten Macher von Unterschichtenfernsehen zu einem Aufklärer.

## Handlung
Der ebenso erfolgreiche wie arrogante Fernsehproduzent Rainer bedient mit Seifenopern, Talkshows und Spielshows wie „Hol dir das Superbaby“ die Bedürfnisse der Zuschauer. Damit sorgt er beim Privatsender TTS für hohe Einschaltquoten, aber die soziale Kälte in seinem Arbeitsumfeld lässt ihn zunehmend verzweifeln, weshalb er versucht, durch den regelmäßigen Konsum von Kokain sein Leben erträglicher zu gestalten.
Als er eines Tages mit seinem, zuvor von ihm beschädigten, Jaguar XK8 unterwegs ist, fährt eine junge Frau namens Pegah absichtlich mit hoher Geschwindigkeit in die Seite seines Autos. Sie will sich damit an Rainer rächen, weil dieser ihren Großvater durch eine schlecht recherchierte Reportage zum Selbstmord getrieben hat. Rainer überlebt den Angriff schwer verletzt. Während die Ärzte ihn reanimieren, kommt er durch Albträume zu der Selbsterkenntnis, dass er mit seinen Produktionen bei TTS zur „medialen Volksverblödung“ beiträgt. Gemeinsam mit Pegah will er nach seiner Kündigung die Ursachen für den Erfolg minderwertiger Fernsehsendungen ergründen und eine Wende herbeiführen.
Bei eigenen Recherchen erfährt er Hintergründe über die Ermittlung der Einschaltquoten, die er für überbewertet und ungerecht hält, weil einige gesellschaftliche Gruppen nicht erfasst werden. Bei einer Führung durch die Zentrale der IMA, dem Institut für Media-Analysen, das für die Quotenermittlung zuständig ist, entwendet er ein Messgerät und entführt den Mitarbeiter Phillip. Der unter einer Sozialphobie leidende und an Verschwörungstheorien interessierte Insider erklärt sich bereit, Rainer und Pegah bei der geplanten Manipulation der Einschaltquoten zu unterstützen und übergibt ihnen eine geheime Liste der Haushalte, die die Einschaltquote bestimmen.
Nachdem sie durch eine telefonische Befragung bestätigt haben, dass sich beim Umschalten tatsächlich die aktuelle Einschaltquote ändert, schlägt Pegah vor, einige Messgeräte durch manipulierte Exemplare zu ersetzen, die sie fernsteuern können. Um die Idee zu finanzieren, verkauft Rainer alle seine Besitztümer. Das Trio engagiert einige Arbeitslose als Helfer. Sie geben sich als Mitarbeiter der IMA aus und installieren die manipulierten Geräte in einigen Haushalten. Dabei kommt es jedoch zu immer größeren Problemen. Als einer der Helfer im Alkoholrausch einen schweren Verkehrsunfall verursacht, muss Rainer auf Pegahs Drängen das letzte ihm zur Verfügung stehende Geld als Sicherheitsleistung zahlen.
In einer Krisensitzung beschließen die Helfer, auch ohne Bezahlung weiterzuarbeiten, und die Saboteure entwickeln einen neuen Plan. Sie manipulieren nun die Telefonleitungen, über die die Daten übertragen werden, so dass sie auf dem Weg vom Haushalt zur IMA eingreifen können. Sie fahren durch ganz Deutschland, um genügend Haushalte „zu befreien“. In ihrer Zentrale, die sie in einem einsamen Hotel eingerichtet haben, gelingen erste Erfolge bei der Beeinflussung der Einschaltquoten. Die Öffentlichkeit staunt darüber, dass anspruchsvolle Dokumentationen und Diskussionen auf Kosten von TTS und anderen Sendern immer beliebter werden. Journalisten vermuten eine Revolution der Gesellschaft, die sich selbstbewusst vom minderwertigen Fernsehen distanziert. Der Erfolg führt auch dazu, dass sich Rainer mit Pegahs Unterstützung von den Drogen befreit und das Leben genießt.
Rainers ehemaliger Programmchef Maiwald, der wegen der sinkenden Einschaltquoten bei TTS zunehmend unter Druck gerät, erfährt jedoch von den neuen Aktivitäten seines ehemaligen Mitarbeiters. Er trifft ihn in der Zentrale der Verschwörer und setzt ihn unter Druck. Da Rainer seine Forderungen nicht erfüllt, kommt Maiwald mit der Polizei zurück, um die Gruppe verhaften zu lassen. Die Gruppe hat jedoch in der Zwischenzeit alle Computer entfernt und sich in ein anderes Haus zurückgezogen. Dort erfahren sie aus der Zeitung, dass sich die Fernsehzuschauer an die hohe Qualität gewöhnt haben und weiterhin wertvolle Sendungen anschauen, obwohl Rainer und seine Helfer die Quoten nicht mehr manipulieren.
Von ihrem Erfolg beflügelt wendet sich die Gruppe dem nächsten Projekt zur Verbesserung der Gesellschaft zu. Sie beginnen die Daten der Käufer im Testmarkt Haßloch zu beeinflussen, da sie hier ein weiteres Ungleichgewicht vermuten, bei dem eine kleine Gruppe von „Testern“ die Normen der Gesellschaft bestimmen und prägen.

## Hintergrund
Produziert wurde der Film von Hans Weingartners Berliner Kahuuna Films in Koproduktion mit der österreichischen coop99 als Minderheitsproduzent. Gedreht wurde zwischen August und Oktober 2006 in Wien und Berlin. Das Budget des Films wird auf rund zwei Millionen Euro geschätzt. Der Film feierte am 11. September 2007 seine Weltpremiere beim Toronto International Film Festival. Es folgte eine Vorführung bei der Viennale am 28. Oktober 2007. In den deutschen Kinos war der Film ab dem 15. November 2007 zu sehen, wobei an den Kinokassen in den ersten drei Tagen über 45.000 Zuschauer gezählt wurden. In Österreich lief er am 23. November 2007 an. Am 9. Februar 2008 wurde der Film bei der Berlinale gezeigt. Der Film erschien am 20. Juni 2008 in Deutschland auf DVD. Für den Kinoverleih in Deutschland ist Kinowelt zuständig, für den Verleih in Österreich Filmladen. Die Weltvertriebsrechte werden von The Match Factory wahrgenommen. Die Rechte zur Ausstrahlung im Free-TV sicherte sich VOX.
Mit dem Film Free Rainer – Dein Fernseher lügt wollte Hans Weingartner vor allem thematisieren, wie das Fernsehen von den Quoten bestimmt wird und wie die Fernsehquote erhoben wird. Die Idee einer Verschwörung lag, so Weingartner, zunächst gar nicht so fern, zumal er noch nie jemand getroffen habe, der eine Messbox zuhause stehen habe. Im Laufe seiner Recherche stellte sich zwar heraus, dass das Messsystem tatsächlich existiert, es aber bedeutende Schwächen habe:

„Es stehen keine Boxen bei Ausländern. Jene 20 % der Deutschen, die keine GEZ bezahlen, werden nicht erfasst. Zweitgeräte werden nur zu einem Bruchteil erfasst, also auch kaum Jugendliche. Es gibt viele Schwachstellen. Warum die Werbewirtschaft das einfach so hinnimmt, ist mir ein völliges Rätsel. Ich habe mit vielen Verantwortlichen gesprochen, der Tenor lautet: es war schon immer so, es gibt nichts anderes.“

Der Fernsehsender TTS, bei dem Rainer zunächst arbeitet, ist fiktiv. Die in Wirklichkeit für die Ermittlung der Einschaltquoten zuständige GfK wird im Film durch die IMA, das Institut für Media-Analysen, ersetzt. Bei den Quotendiagrammen, die im Film zu sehen sind, sind neben der TTS die Sender RTL, Sat.1 und arte zu sehen. Für die Meldungen über den geänderten Fernsehkonsum werden Titelblätter mit dem Kopf realer Zeitschriften wie Focus oder stern verwendet.
Michael Darkow, „Managing Director Fernsehforschung“ bei der GfK, sagte 2011 in einem Interview mit Pantoffelkino TV, einem Ableger von Fernsehkritik-TV, dass er die Beschäftigung mit dem Thema Manipulation der Marktforschung begrüße. Technisch sei eine solche Manipulation der Einschaltquoten, wie sie im Film dargestellt wird, jedoch nicht möglich, sondern „reine Fiktion“. Den Filmemachern warf er vor, dass eine Person, deren Name im Abspann des Filmes erwähnt wird, sich bei ihm für ein Gespräch als Journalist ausgegeben hätte, anstatt sich offen zu den Recherchen für den Film zu bekennen. Außerdem sei der Film von der 1996 veröffentlichten ARTE-Fernsehproduktion „Das Herz der Quote“ abgekupfert worden, dort werden die „Trash-Fernsehzuschauer“ jedoch nicht manipuliert, sondern ermordet.
Sarah Kuttner ist in einem Cameo-Auftritt als Straßenreporterin zu sehen. In einer Szene kurz vor Ende des Films sind Thorsten Feller sowie der Regisseur Hans Weingartner während einer Konferenz in weiteren Cameo-Auftritten zu sehen.

## Soundtrack
Am 16. November 2007 wurde der Soundtrack, der 18 Musiktitel enthält, von Indigo veröffentlicht. Die Filmmusik wurde von Andreas Wodraschke komponiert, der zuvor den Film Die fetten Jahre sind vorbei musikalisch untermalte.
| Nr. | Titel                  | Interpret                                 |
| --- | ---------------------- | ----------------------------------------- |
| 1.  | The Walk               | Jack Ketch                                |
| 2.  | Anger                  | Downset                                   |
| 3.  | Pegah                  | Andreas Wodraschke                        |
| 4.  | Warmer                 | Beulah                                    |
| 5.  | Klau die Box           | Andreas Wodraschke                        |
| 6.  | These Are Your Friends | Adem                                      |
| 7.  | Die Box                | Andreas Wodraschke                        |
| 8.  | Gonna Tear It All      | The Comitee For The Preservation of Sound |
| 9.  | 2 Of Us                | Sister Vanilla                            |
| 10. | Hohenmaibach           | Andreas Wodraschke                        |
| 11. | Magazines              | Jack Ketch                                |
| 12. | Cut                    | Adem                                      |
| 13. | Tut mir Leid           | Andreas Wodraschke                        |
| 14. | Grassman               | Dodgy                                     |
| 15. | Wissenshow             | Andreas Wodraschke                        |
| 16. | Der Plan               | Andreas Wodraschke                        |
| 17. | Rainer                 | Andreas Wodraschke                        |
| 18. | Tag der großen Arbeit  | Tom Jahn                                  |

## Kritik
Die Reaktionen auf den Film fielen zwiespältig aus. Einige Rezensenten lobten die Botschaft des Films, andere kritisierten die Oberflächlichkeit und misslungene Umsetzung.
Rüdiger Suchsland von Telepolis sieht in Weingartners „bisher politischste[m] Film […] eine Medien-Satire und ein[en] Message-Movie, mit dem überaus großen Charme einer klaren Botschaft“, die „ins Herz der Trash-TV-Gegenwart“ ziele. Hanns-Georg Rodek schreibt in der Welt, dass Weingartner zwar „die Komplexitäten der heutigen Medienlandschaft weitgehend“ ausblende, aber mit seinem Ansatz „weit über den viel geschmähten Kulturpessimismus hinaus“ gehe. Die Quote „als alleinigen Regulator gesellschaftlicher Prozesse“ in Frage zu stellen, sei „die größte Utopie von allen“.
Maximilian Probst kritisiert in der Zeit, dass der Film „mit jeder Szene verrät, worauf er abzielt, nämlich für die Revolutionierung der Medien und der Gesellschaft zu werben“. Durch „Schematismus“ und „die kruden Agitprop-Stilisierungen“ falle der Film „hinter Einsichten zurück, die er selber verbreiten wollte: Kein Mensch ist so dumm wie dieses Machwerk.“ Sonja M. Schultz bemängelt bei critic.de die Eindimensionalität der Figuren: „Vielleicht ist das ja gut für die Quote. Aber reicht es für die Revolution?“ Andreas Borcholte hält den Film bei Spiegel online für „gut gemeint, aber voll daneben“. Seiner Meinung nach hätte es „der deutsche Film des Jahres werden können, wenn er nicht so grandios misslungen wäre“.
Das Lexikon des Internationalen Films urteilt, der Film sei eine „bemühte Satire, die selten über das Niveau einer medienpädagogischen Klamotte hinaus kommt und genau jene Mittel und Stereotype ins Feld führt, die sie zu kritisieren gedenkt“.

## Auszeichnungen
Hans Weingartner wurde 2007 beim San Sebastián International Film Festival für den Golden Seashell-Award nominiert.